# Lal'Ba
Lal'Ba fou un grup català de pop urbà, format per Alba Soler, Ferran López i Lluís Alcón a Olesa de Montserrat el 2019. Es van donar a conèixer el 2021 en el concurs Sona9, en què van resultar finalistes. Com avançament del seu primer llarga durada, No hi ha dies dolents, Lal'Ba va presentar el videoclip «Estic per tu» a partir del sampleig de la cançó de Txarango «Músics de carrer». L'àlbum també conté el tema «Parella imperfecta» que fusiona sardana i bachata.

## Discografia
- Lal'Boom (autoeditat, 2021)[5]
- No hi ha dies dolents (PAM Records, 2023)[6]